# Heidi Abel
Pour les articles homonymes, voir Abel (homonymie).
Heidi Abel (21 février 1929 - 23 décembre 1986) est une présentatrice de télévision suisse. 
Après avoir fréquenté l'école d'Arts appliqués de Bâle, elle travaille comme mannequin puis comme animatrice de radio pour la station Radibus. En 1954, elle rejoint la télévision suisse, d'abord comme présentatrice des informations, puis comme animatrice d'un grand nombre d'émissions éducatives et de divertissement. Elle anime également des talk-shows et des programmes musicaux pour la radio suisse.   En 1975, elle présente, en compagnie de Jan Hiermayer, l'édition Suisse des "Jeux sans frontières" à Engelberg. 
Personnalité télévisuelle la plus populaire en Suisse alémanique dans les années 50 et 60, elle incarne le nouveau média pour le public suisse. Elle reçoit plusieurs prix pour son travail, et une rue proche du siège de la télévision suisse à Zurich porte son nom. 